# Maigret ha paura
Maigret ha paura (titolo originale francese Maigret a peur) è un romanzo poliziesco di Georges Simenon, il quarantaduesimo della serie con protagonista il commissario Maigret.
L'autore lo scrisse dal 20 al 27 marzo 1953, nella sua tenuta di Shadow Rock Farm a Lakeville (Connecticut), negli Stati Uniti d'America. Fu pubblicato dapprima in Francia a puntate sul quotidiano Le Figaro, sui nn° 2703-2735 dal 19 maggio al 6 giugno 1953 con le illustrazioni di Elstir; il libro uscì 3 luglio presso l'editore Presses de la Cité.

## Trama

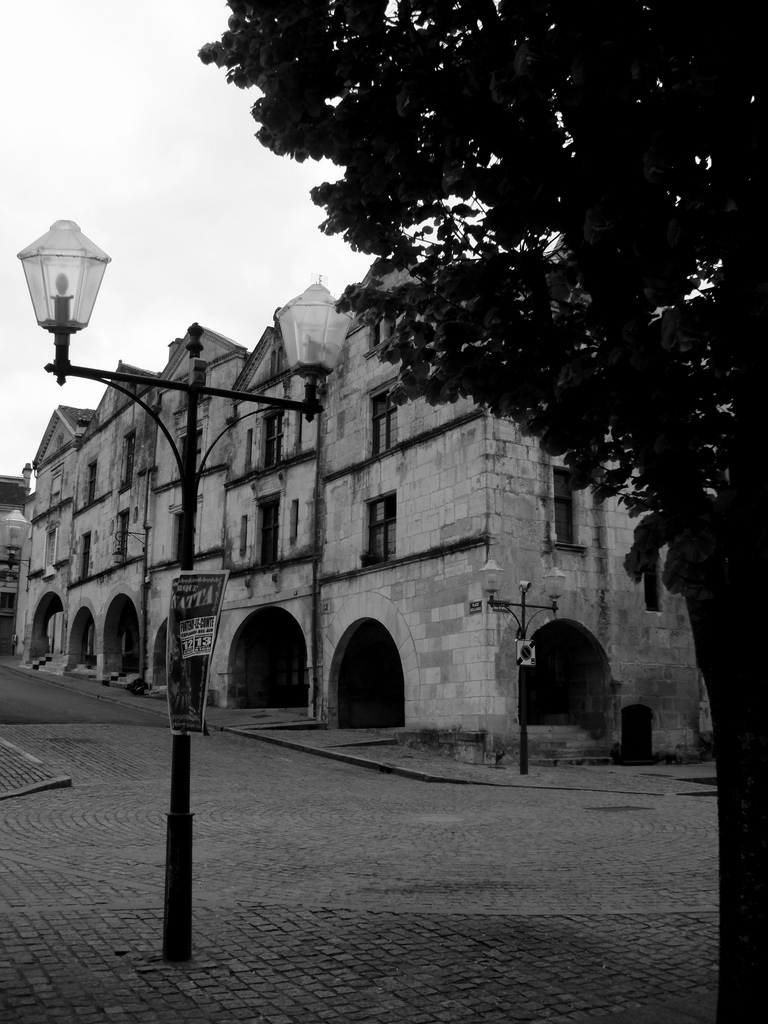
Fontenay-le-Comte

Di ritorno da un congresso di polizia tenutosi a Bordeaux, dove aveva bevuto molto vino bianco dolce, Maigret si ferma a Fontenay-le-Comte per salutare il suo amico, il giudice Chabot, che egli aveva conosciuto a Nantes mentre studiava legge, mentre Maigret aveva studiato medicina per due anni. È quasi angosciante per Maigret ritrovarsi dopo trent'anni a casa dell'amico Julien, dove tutto sembra immutato: la sala da pranzo, lo studio, gli odori e, soprattutto, quei segni di distinzione sociale che un tempo lo turbavano. Ora è Chabot, diventato giudice istruttore, a chiedere il suo aiuto. La visita del commissario capita a proposito.
Gli racconta che nella sua cittadina sono stati commessi due omicidi: la prima vittima è Robert de Courçon, un eccentrico aristocratico che vive a spese del cognato Hubert Vernoux che, da quando ha sposato la sorella Isabelle de Courçon, si fa chiamare Vernoux de Courçon; essi sono nobili decaduti che continuano a ostentare il proprio rango con gelida alterezza.
La seconda vittima è la vedova Gibon, una levatrice. Maigret è appena arrivato quando un vecchio ubriacone, Gobillard, viene a sua volta assassinato. Tutti e tre sono stati assassinati con uno strumento contundente. Il corpo è stato scoperto da Alain Vernoux, nipote di Robert, medico che non esercita, ma si interessa di persone malate di mente. Giustifica male la sua presenza sulla scena del delitto e confida a Maigret e Chabot che gli omicidi devono essere opera di un pazzo, poiché le vittime non hanno alcun legame tra loro. La popolazione è sconvolta dai crimini e terrorizzata, organizza una sorveglianza e accusa i Vernoux, notabili del luogo. 
La successione degli omicidi fa pensare in effetti all'opera di un folle. Maigret non ha nessuna voglia di complicarsi la vita. Dopotutto, è solo passato a salutare un amico. Ma non riesce a non occuparsene.
In città tutti sembrano sospettare della colpevolezza di Alain Vernoux (figlio di Hubert, fratello della vittima, che ha incontrato Maigret in treno). Si scopre che questi ha un'amante, Louise Sabati, e quando lei viene arrestata a causa di vari indizi, lui si suicida. A questo punto, Maigret capisce che l'assassino è proprio Hubert, che ha poi ucciso altre due volte per depistare le indagini. Una volta tornato a Parigi, gli viene comunicato che probabilmente l'assassino verrà dichiarato pazzo, in quanto costui ha inscenato una crisi il giorno dopo che Maigret gli ha parlato, facendogli capire di averne scoperto le trame.

## Adattamenti

### Televisione
- Episodio dal titolo The Fontenay Murders, facente parte della serie televisiva Maigret, diretto da Alan Bridges e trasmesso per la prima volta sulla BBC l'8 ottobre 1963, con Rupert Davies nel ruolo del commissario Maigret.
- Episodio dal titolo Maigret a peur, facente parte della serie televisiva Les enquêtes du commissaire Maigret per la regia di Jean Kerchbron, trasmesso per la prima volta su Antenne 2 il 20 marzo 1976, con Jean Richard nel ruolo del commissario Maigret.
- Episodio dal titolo Maigret a peur, facente parte della serie televisiva Il commissario Maigret per la regia di Claude Goretta, trasmesso per la prima volta il 1º novembre 1996, con Bruno Cremer nel ruolo del commissario Maigret. In Italia l'episodio è apparso col titolo Maigret ha paura.

## Edizioni italiane
- Maigret ha paura, traduzione di Roberto Cantini, Collana Il girasole. Biblioteca Economica Mondadori n°49, Milano, Mondadori, 1956.[1] - Collana Il girasole. BEM n. 160, Mondadori, 1960; Collana Le inchieste del commissario Maigret n.39, Mondadori, 1967; Collana Oscar n.330, Mondadori, 1971.
- Maigret ha paura, traduzione di Marianna Basile, Collana Oscar Gialli n.250, Milano, Mondadori, 1991. - Postfazione di Alberto Savinio, Collana Oscar Narrativa n.1562, Mondadori, 1995.
- Maigret ha paura, traduzione di Rossella Daverio, Collana gli Adelphi. Le inchieste di Maigret n° 253, Milano, Adelphi, 2004,  p. 165, ISBN 978-88-459-1884-1.
- in  I Maigret 9, Collana Maigret, Milano, Adelphi, 2015, ISBN 978-88-459-30058-. - nuova ed., Adelphi, 2019, ISBN 978-88-459-3381-3.